# Snooker-Amateurweltmeisterschaft 1970
Die Snooker-Amateurweltmeisterschaft 1970 war ein Snookerturnier für Amateure, das vom 19. Oktober bis zum 7. November 1970 im Meadowbank Sports Centre in Edinburgh ausgespielt wurde. In einem rein englischen Finalspiel gewann Jonathan Barron mit 11:7 gegen Sid Hood. Die Vorrunde wurde in zwei Gruppen gespielt, die Gruppensieger standen sich im Finalspiel gegenüber.

## Vorrunde

### Gruppe 1
| Platz | Spieler        | Sp | G | V | Frames |
| ----- | -------------- | -- | - | - | ------ |
| 1     | Sid Hood       | 6  | 5 | 1 | 20:9   |
| 2     | Paul Mifsud    | 6  | 4 | 2 | 22:11  |
| 3     | Mohammed Lafir | 6  | 4 | 2 | 20:16  |
| 4     | John Phillips  | 6  | 4 | 2 | 19:18  |
| 5     | David Sneddon  | 6  | 2 | 4 | 17:17  |
| 6     | Laurie Glozier | 6  | 2 | 4 | 10:21  |
| 7     | James Clint    | 6  | 0 | 6 | 8:24   |

| Spiel | Spieler 1      | Ergebnis | Spieler 2      |
| ----- | -------------- | -------- | -------------- |
| 1     | John Phillips  | 34:34    | David Sneddon  |
| 2     | Mohammed Lafir | 14:14    | Laurie Glozier |
| 3     | Paul Mifsud    | 34:34    | David Sneddon  |
| 4     | Sid Hood       | 14:14    | James Clint    |
| 5     | Sid Hood       | 04:04    | John Phillips  |
| 6     | Laurie Glozier | 24:24    | James Clint    |
| 7     | Mohammed Lafir | 34:34    | Paul Mifsud    |
| 8     | David Sneddon  | 14:14    | James Clint    |
| 9     | Sid Hood       | 14:14    | David Sneddon  |
| 10    | Laurie Glozier | 34:34    | John Phillips  |
| 11    | John Phillips  | 24:24    | Mohammed Lafir |
| 12    | Paul Mifsud    | 04:04    | Laurie Glozier |
| 13    | Mohammed Lafir | 24:24    | David Sneddon  |
| 14    | John Phillips  | 34:34    | Paul Mifsud    |
| 15    | Mohammed Lafir | 24:24    | James Clint    |
| 16    | Paul Mifsud    | 04:04    | Sid Hood       |
| 17    | Sid Hood       | 14:14    | Laurie Glozier |
| 18    | John Phillips  | 24:24    | James Clint    |
| 19    | Paul Mifsud    | 04:04    | James Clint    |
| 20    | Sid Hood       | 24:24    | Mohammed Lafir |
| 21    | David Sneddon  | 04:04    | Laurie Glozier |

### Gruppe 2
| Platz | Spieler         | Sp | G | V | Frames |
| ----- | --------------- | -- | - | - | ------ |
| 1     | Jonathan Barron | 6  | 5 | 1 | 21:13  |
| 2     | Desmond May     | 6  | 4 | 2 | 22:18  |
| 3     | Shyam Shroff    | 6  | 3 | 3 | 18:14  |
| 4     | Eddie Sinclair  | 6  | 3 | 3 | 16:16  |
| 5     | Jack Rogers     | 6  | 3 | 3 | 16:19  |
| 6     | Bert Demarco    | 6  | 2 | 4 | 15:19  |
| 7     | Harry Andrews   | 6  | 1 | 5 | 13:22  |

| Spiel | Spieler 1       | Ergebnis | Spieler 2       |
| ----- | --------------- | -------- | --------------- |
| 1     | Bert Demarco    | 14:14    | Eddie Sinclair  |
| 2     | Jack Rogers     | 14:14    | Jonathan Barron |
| 3     | Shyam Shroff    | 14:14    | Harry Andrews   |
| 4     | Jonathan Barron | 34:34    | Desmond May     |
| 5     | Shyam Shroff    | 14:14    | Bert Demarco    |
| 6     | Desmond May     | 14:14    | Eddie Sinclair  |
| 7     | Shyam Shroff    | 04:04    | Jack Rogers     |
| 8     | Eddie Sinclair  | 14:14    | Harry Andrews   |
| 9     | Jonathan Barron | 04:04    | Bert Demarco    |
| 10    | Harry Andrews   | 24:24    | Jack Rogers     |
| 11    | Desmond May     | 34:34    | Bert Demarco    |
| 12    | Eddie Sinclair  | 24:24    | Jack Rogers     |
| 13    | Desmond May     | 34:34    | Shyam Shroff    |
| 14    | Jonathan Barron | 24:24    | Harry Andrews   |
| 15    | Jack Rogers     | 34:34    | Bert Demarco    |
| 16    | Jonathan Barron | 24:24    | Eddie Sinclair  |
| 17    | Jack Rogers     | 34:34    | Desmond May     |
| 18    | Jonathan Barron | 24:24    | Shyam Shroff    |
| 19    | Bert Demarco    | 24:24    | Harry Andrews   |
| 20    | Eddie Sinclair  | 14:14    | Shyam Shroff    |
| 21    | Desmond May     | 34:34    | Harry Andrews   |

## Finale
| Finale: Best of 21 Frames Meadowbank Sports Centre, Edinburgh, Schottland, 6. und 7. November 1970                           |                |          |
| Jonathan Barron | 11:7           | Sid Hood |
| 61:40, 53:33, 62:26, 59:55, 31:69, 71:20, 68:26, 44:54, 57:45, 60:51, 24:64, 35:63, 26:95, 31:60, 75:48, 54:45, 35:58, 60:48 |                |          |
| – | Höchstes Break | –        |
| – | Century-Breaks | –        |
| – | 50+-Breaks     | –        |